# Gouvernement Tscherepowez
Das Gouvernement Tscherepowez (russisch Черепове́цкая губе́рния, Tscherepowezkaja gubernija) war ein von 1918 bis 1927 bestehendes Gouvernement in der Russischen SFSR, die ihrerseits am 30. Dezember 1922 Teil der Sowjetunion wurde. Der Verwaltungssitz befand sich in der namensgebenden Stadt Tscherepowez.

## Geschichte
Auf Anordnung des Volkskommissariats des Innern (NKWD) der RSFSR vom 10. Juni 1918 wurde der östliche Teil des Gouvernements Nowgorod als neues Gouvernement Tscherepowez ausgegliedert; das abgegebene Gebiet umfasste neben dem Ujesd Tscherepowez die vier flächengrößten und am dünnsten besiedelten Ujesde des Gouvernements: Belosersk, Kirillow, Tichwin und Ustjuschna. Damit verlor das Gouvernement Nowgorod etwa 57 % seiner Fläche und 41 % der Bevölkerung (gemessen an der Einwohnerzahl von 1897).
Das Gebiet hatte ab dessen Gründung 1727 zum Gouvernement Nowgorod gehört, bis 1775 als Teil der Provinzen Belosersk und Nowgorod. Von Anfang an existierten dort die Ujesde Belosersk und Ustjuschna; der Ujesd Tichwin entstand 1773, und im Zeitraum der Existenz der Statthalterschaft Nowgorod anstelle des Gouvernements (1776–1796) wurden die Ujesde Kirillow (1776, anstelle des bereit 1727 existierenden, aber 1764 aufgelösten Ujesds Tscharonda) und Tscherepowez (1777) ausgewiesen. Nach der Wiederherstellung des Gouvernements 1796 waren letztere zwei vorübergehend bis 1802 wieder aufgelöst.
In der ersten Zeit nach der Schaffung des Gouvernements Tscherepowez änderten sich seine Grenzen mehrfach: noch 1918 wurde der Ujesd Tscherepowez um den nordwestlichen Teil des Ujesds Poschechonje-Wolodarsk des Gouvernements Jaroslawl erweitert, im Februar 1919 wurde der nordöstliche und nördliche Teil des Ujesds Kirillow an den Ujesd Kadnikow des Gouvernements Wologda und den Ujesd Kargopol des Gouvernements Olonez abgegeben, ebenso bis 1921 der südliche Teil des Ujesds Tichwin an die Ujesde Borowitschi und Malaja Wischera des Gouvernements Nowgorod. Damit hatte sich die Ausdehnung des Gouvernements Tscherepowez und seiner Ujesde für die restlichen Jahre ihres Bestehens konsolidiert:
| Bezeichnung                         | Russisch          | Verwaltungssitz | Einwohner | Fläche (km²) | Bevölkerungs- dichte (Ew./km²) | Stadt- bevölkerung | Land- bevölkerung | Stadt- bev. (%) | Städte | Dörfer | Weibliche Bevölkerung | Männliche Bevölkerung |
| ----------------------------------- | ----------------- | --------------- | --------- | ------------ | ------------------------------ | ------------------ | ----------------- | --------------- | ------ | ------ | --------------------- | --------------------- |
| Belosersk (Beloserski ujesd)        | Белозерский уезд  | Belosersk       | 137.438   | 17.254       | 8,0                            | 6.990              | 130.448           | 5,1             | 1      | 2.258  | 73.593                | 63.845                |
| Kirillow (Kirillowski ujesd)        | Кирилловский уезд | Kirillow        | 84.730    | 6.081        | 13,9                           | 4.276              | 80.454            | 5,0             | 1      | 912    | 45.707                | 39.023                |
| Tichwin (Tichwinski ujesd)          | Тихвинский уезд   | Tichwin         | 130.316   | 16.408       | 7,9                            | 10.269             | 120.047           | 7,9             | 1      | 1.712  | 69.113                | 61.203                |
| Tscherepowez (Tscherepowezki ujesd) | Череповецкий уезд | Tscherepowez    | 235.663   | 9.543        | 24,7                           | 21.783             | 213.880           | 9,2             | 1      | 2.659  | 127.224               | 108.439               |
| Ustjuschna (Ustjuschenski ujesd)    | Устюженский уезд  | Ustjuschna      | 147.673   | 13.543       | 10,9                           | 10.311             | 137.362           | 7,0             | 4      | 2.402  | 78.470                | 69.203                |
| Gesamt                              | Gesamt            | Gesamt          | 735.820   | 62.829       | 11,7                           | 53.629             | 682.191           | 7,3             | 8      | 9.943  | 394.107               | 341.713               |

Anmerkungen:
1. ↑  inklusive städtische Siedlungen

Mit Beschluss vom 7. Mai 1926 wurde die zu diesem Zeitpunkt existierenden fünf nordwestlichen Gouvernements der RSFSR (Leningrad – hervorgegangen aus dem ursprünglichen Gouvernement Sankt Petersburg, ab 1914 Petrograd, Murmansk, Nowgorod, Pskow und Tscherepowez) zu einer Nord-Westlichen Oblast (Sewero-Sapadnaja oblast) zusammengefasst, blieben aber zunächst weiter bestehen. Auf Beschluss des Allrussischen Zentralen Exekutivkomitees wurde die Oblast zum 1. August 1927 in Oblast Leningrad umbenannt und die früheren Gouvernements endgültig aufgelöst, darunter das Gouvernement Tscherepowez.
Der größte Teil der vier östlichen Ujesde des bisherigen Gouvernements Tscherepowez bildete zunächst innerhalb der Oblast Leningrad den Okrug Tscherepowez, während der Ujesd Tichwin und ein kleiner Teil des Ujesds Ustjuschna zum Okrug Leningrad kamen. Wie die meisten anderen Okruge in der Sowjetunion wurde diese Okruge am 23. Juli 1930 aufgelöst.
Das Territorium des früheren Okrugs Tscherepowez und somit der Ujesde Belosersk und Tscherepowez und des größeren Teils der Ujesde Kirillow und Ustjuschna gehört heute zur Oblast Wologda. Der nördliche Teil des 1919 vom Ujesd Kirillow abgegebenen Gebietes liegt heute in der Oblast Archangelsk, der größte Teil des Ujesds Tichwin und ein Teil des Ujesds Ustjuschna in der Oblast Leningrad und der vor 1921 abgegebene Teile des Ujesds Tichwin (um Neboltschi) sowie ein kleinerer Teil des Ujesds Ustjuschna in der Oblast Nowgorod (größter Teil des heutigen Pestowski rajon, mit Ausnahme eines Gebietes um dessen Zentrum Pestowo, das nicht zum Ujesd Ustjuschna, sondern zum Ujesd Wessjegonsk des Gouvernements Twer und zwischenzeitlich des Gouvernements Rybinsk gehörte).